# 朗根策斯多夫
朗根策斯多夫（德语：Langenzersdorf）是奧地利的城鎮，位於該國東北部多瑙河北岸，由下奧地利州負責管轄，面積10.68平方公里，海拔高度170米，該地區自新石器時代有人類居住，2012年人口8,004。